# Peupilosos
Els peupilosos (de l'original en anglès: Harfoots) són una subraça dels hòbbits que vivien a la Comarca. Pertanyen al legendarium creat per J. R. R. Tolkien i en la novel·la El Senyor dels Anells.

## Descripció
Eren el grup més nombrós i es caracteritzaven per tenir la pell més fosca i un cos més petit i robust, no feien servir calçat i els seus peus estaven coberts de borrissols molt resistents. Però, en canvi, eren barbamecs (no tenien pèls a la cara) amb unes celles ben poblades. Les seves mans i peus eren nets i àgils.
Els agradaven les terres altes i els turons, per la qual cosa sempre van viure en coves i túnels, amb l'amistat dels nans.

## Història
Originalment, vivien en els contraforts de les Muntanyes Boiroses, a les valls del riu Ànduin, entre el Gladio i la regió que més endavant hom coneixeria com a l'Aguiler o el Gran Repeu, pròxima al Pas Alt.
Va ser el primer poble dels hòbbits en desplaçar-se cap a l'oest. Van travessar el Pas Alt al voltant de l'any 1050 de la Tercera edat del sol i van instal·lar-se temporalment en les terres pròximes als weather hills. Prop del 1300 T.E., finalment es van instal·lar al poble de Bree.
A Èriador van ser coneguts pels dúnedain del nord que els van donar el nom de perianath, mot síndarin que significa en llengua comuna «mitjans». Consideraven els seus germans els fallohides com a millors i més capacitats, per la qual cosa en van triar a molts com als seus caps i, d'aquests, molts els van conduir en tot el seu viatge.

## Origen del nom
Segons Tolkien en la seva guia, el nom original en anglès «harfoots» és una variant d'un antic nom (possible origen dels hòbbits) «hairfoots» que segons l'autor significa 'un amb els peus peluts'. El nom és la combinació de «hair» ('cabells') i «foots» ('peus', és una forma no normativa car el plural de «foot» és «feet»). En català s'ha traduït com a «peupilosos», unint «peu» amb «pilosos» ('peluts').